# Calcidídeos
Calcidídeos (Chalcididae) é uma família de vespas parasitoides pertencente à superfamília Chalcidoidea. 
O grupo inclui diversas espécies de importância ecológica e econômica como agentes de controle biológico. São vespas de tamanho reduzido, com uma taxonomia complexa e que exploram uma ampla gama de hospedeiros.

## Distribuição
A família é encontrada em todos os continentes, exceto nas regiões polares, mas tem sua maior diversidade nos trópicos.

### Diversidade
Atualmente, a família conta com cerca de 1500 espécies descritas, distribuídas dentre quase 90 gêneros. A diversidade de espécies dentro dos gêneros varia muito, e quatro gêneros (Antrocephalus, Brachymeria, Conura, Hockeria) representam mais da metade (54%) da diversidade de espécies, enquanto 65 gêneros (78%) compreendem menos de cinco espécies descritas. No Brasil, há registro de umas 260 espécies pertencentes a 19 gêneros, dentre os quais Conura, Brachymeria e Ceyxia são os mais diversos.

## Descrição
As vespas calcidídeas geralmente medem em torno de 1,5 mm, sendo menores do que 3 mm; costumam ser inteiramente ou um misto de pretas com amarelo, vermelho ou mesmo branco, mas raramente metálicas. Exibem um mesossoma robusto com marcante escultura do tegumento, com pepecto pequeno e difícil de visualizar. Antenas com 9-11 flagerômeros, com poucas exceções. Metafêmur largo e robusto, ventralmente exibindo borda serrilhada ou dentada, e metatíbia curva. Por vezes com fêmures posteriores marcantemente robustos e exibindo a margem inferior serrilhada. Dimorfismo sexual discreto.

## Ecologia
Como parasitoides de outros insetos, normalmente atacam Lepidoptera, Diptera e Coleoptera. São tidos como agentes chave na regulação das populações de seus hospedeiros, assim atraindo grande interesse de pesquisa como agentes de controle biológico de pragas, dado que seus hospedeiros incluem diversas espécies de importância agronômica e florestal. Por exemplo, a espécie Brachymeria pandora (Crawford, 1914) foi considerada um potencial agente de controle populacional das pestes desfolhadoras de talhões de eucaliptos, como Thyrinteina leucocerae (Rindge) (Geometridae), dentre outras espécies que ataca. No caso de espécies de interesse ecológico, podemos citar Lasiochalcidia igiliensis que ataca as larvas predadoras de formiga-leão (Neuroptera); esta espécie de vespa calcidideo se utiliza de suas fortes pernas traseira para manter abertas as mandíbulas da larva enquanto oviposita na membrana na sua base da cabeça. Vale ressaltar que algumas espécies podem prejudicar o desenvolvimento do Controle Biológico por atingirem os hospedeiros primários dos agentes de controle. 

## Taxonomia
A taxonomia do grupo era bastante complexa e pouca estudada, e a maioria dos especialistas considera a família polifilética. Muitas classificações são baseadas em caracteres morfológicos, embora a convergência morfológica devido à biologia semelhante seja generalizada. Com o auxílio de dados em escala genômica, surgiram oportunidades para resolver melhor as relações filogenéticas.
Os Chalcididae podem ser separados nas seguintes subfamílias:
- Brachymeriinae
- Chalcidinae
- Cratocentrinae
- Dirhininae
- Epitraninae
- Haltichellinae
- Phasgonophorinae
- Smicromorphinae